# Alberto Cuello
Alberto Cuello (San Miguel de Tucumán, 23 settembre 1908 – ...) è stato un calciatore argentino, di ruolo difensore.

## Caratteristiche tecniche
Giocava come difensore centrale sinistro. Era anche dotato di buona abilità nel tirare i calci di punizione.

## Carriera

### Club
Originario di Tucumán, Cuello esordì a vent'anni nel Tigre, società di Victoria. Con il club rosso-blu si mise in evidenza sin dalla giovane età, giacché fu convocato in Nazionale nel 1929, e prese parte al Concurso Estímulo 1929 e alla Primera División del 1930. Partecipò anche alla prima edizione del campionato professionistico con il Tigre, confermandosi come titolare del club; delle 34 gare del torneo Cuello ne disputò 26, e segnò in due occasioni: contro il Talleres, con un calcio di punizione, e contro il River Plate, nuovamente su punizione dal limite dell'area. In seguito al termine del campionato fu ceduto dal Tigre al River Plate, insieme al compagno di squadra Bernabé Ferreyra. Cuello divenne titolare anche al River Plate, giocando spesso come difensore destro, affiancato da svariati compagni: Juan Carlos Iribarren, Roberto Basílico, Teófilo Juárez, Luis Vassini e Ricardo Vaghi. Il 19 novembre 1933 fu autore del primo autogol in un Superclásico, la partita tra River e Boca Juniors. Fu anche partecipe dei due titoli vinti consecutivamente nel 1936 e 1937, sotto la guida del tecnico ungherese Imre Hirschl. Nel 1941 integrò la formazione del River che fu, in seguito, soprannominata La Máquina. In quell'anno vinse il suo ultimo titolo nazionale e si ritirò dall'attività.

### Nazionale
Cuello arrivò in Nazionale nel 1929: in quell'anno fu convocato per il Campeonato Sudamericano in qualità di difensore di riserva. In quella competizione, difatti, non debuttò mai. Il suo esordio in Nazionale avvenne invece il 25 maggio 1930, nell'incontro con l'Uruguay valido per la Copa Newton, tenutosi all'Estadio Gasómetro di Buenos Aires. Giocò poi tre amichevoli – tutte con l'Uruguay – nel biennio 1933-1934, due di esse a Montevideo e una ad Avellaneda. Nel 1936 partecipò alla Copa Héctor Gómez. Nel 1937 fu nuovamente chiamato a partecipare a un Campeonato Sudamericano; selezionato dal commissario tecnico Seoane, Cuello fu ancora inserito tra le riserve. Debuttò il 9 gennaio contro il Paraguay, sostituendo al 53º minuto il compagno di squadra Iribarren.

## Statistiche

### Cronologia presenze e reti in Nazionale
| Cronologia completa delle presenze e delle reti in nazionale ― Argentina | Cronologia completa delle presenze e delle reti in nazionale ― Argentina | Cronologia completa delle presenze e delle reti in nazionale ― Argentina | Cronologia completa delle presenze e delle reti in nazionale ― Argentina | Cronologia completa delle presenze e delle reti in nazionale ― Argentina | Cronologia completa delle presenze e delle reti in nazionale ― Argentina | Cronologia completa delle presenze e delle reti in nazionale ― Argentina | Cronologia completa delle presenze e delle reti in nazionale ― Argentina |
| Data                                                                     | Città                                                                    | In casa                                                                  | Risultato                                                                | Ospiti                                                                   | Competizione                                                             | Reti                                                                     | Note                                                                     |
| ------------------------------------------------------------------------ | ------------------------------------------------------------------------ | ------------------------------------------------------------------------ | ------------------------------------------------------------------------ | ------------------------------------------------------------------------ | ------------------------------------------------------------------------ | ------------------------------------------------------------------------ | ------------------------------------------------------------------------ |
| 25/05/1930                                                               | Buenos Aires                                                             | Argentina                                                                | 1 – 1                                                                    | Uruguay                                                                  | Copa Newton                                                              | 0                                                                        |                                                                          |
| 14/12/1933                                                               | Montevideo                                                               | Uruguay                                                                  | 1 – 0                                                                    | Argentina                                                                | Amichevole                                                               | 0                                                                        |                                                                          |
| 18/07/1934                                                               | Montevideo                                                               | Uruguay                                                                  | 2 – 2                                                                    | Argentina                                                                | Amichevole                                                               | 0                                                                        |                                                                          |
| 15/08/1934                                                               | Avellaneda                                                               | Argentina                                                                | 1 – 0                                                                    | Uruguay                                                                  | Amichevole                                                               | 0                                                                        |                                                                          |
| 20/11/1936                                                               | Montevideo                                                               | Uruguay                                                                  | 1 – 2                                                                    | Argentina                                                                | Copa Héctor Gómez                                                        | 0                                                                        |                                                                          |
| 09/01/1937                                                               | Buenos Aires                                                             | Argentina                                                                | 6 – 1                                                                    | Paraguay                                                                 | Campeonato Sudamericano de Football                                      | 0                                                                        | Entra al 53º                                                             |
| Totale                                                                   |                                                                          | Presenze                                                                 | 6                                                                        |                                                                          | Reti                                                                     | 0                                                                        |                                                                          |

## Palmarès

### Club

#### Competizioni nazionali
- Campionato argentino: 1

River Plate: 1932, 1936, 1937, 1941

### Nazionale
- Campeonato Sudamericano de Football: 2

Argentina 1929, Argentina 1937